# ボタタウン郡区
ボタタウン郡区 （ビルマ語: ဗိုလ်တထောင် မြို့နယ်、英語: Botataung Township）はミャンマー ヤンゴン市 ヤンゴン東部県にある郡区。郡区にある仏塔ボタタウン・パヤーから名づけられた。ボータタウンとも記述される。郡区は10小区（Ward）から構成される。郡区の北と西はバズンダウン郡区、南はセイッカン郡区とヤンゴン川、西はチャウタダ郡区、北はミンガラ・タウンニュン郡区に接する。
郡区には小学校5校、中学校2校、高校6校、大学1校がある。さらに公立病院3ヵ所、私立病院3ヵ所があり、ヤンゴン市の大規模病院のひとつである東ヤンゴン総合病院が立地する。また国営新聞社チェーモンの本社社屋もある。

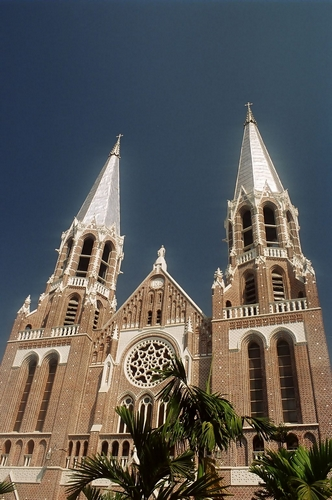
ボーアウンジョー通り角のヤンゴン聖マリア大聖堂

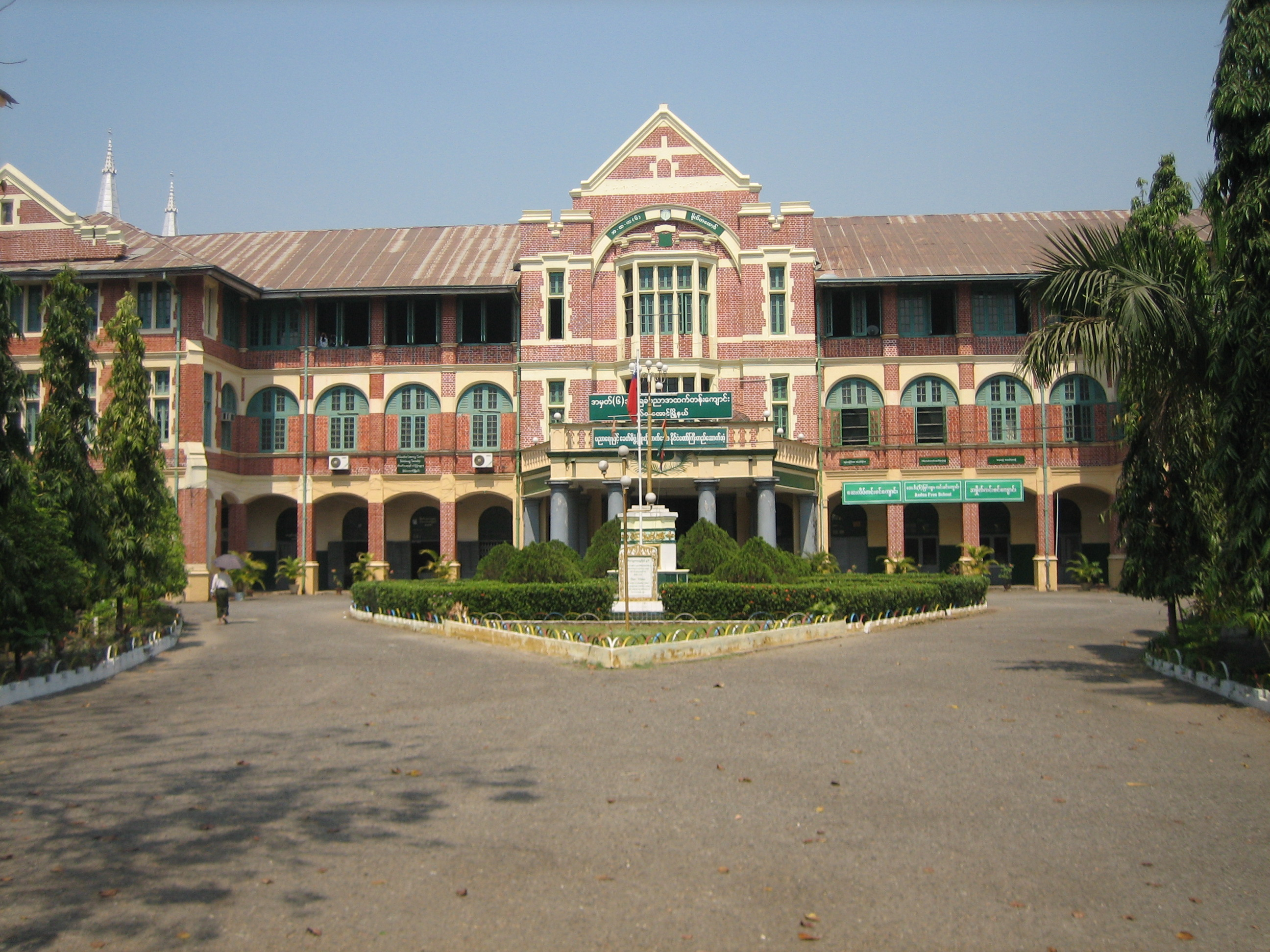
ボタタウン第6基礎教育高等学校

## 主な建物
ボタタウン郡区は英国が計画した都市計画地域の一部に入っており、現在なお多くの植民地時代の建築物が残っている。そのうちいくつかはヤンゴン市開発委員会により建築学的重要な建物、建築物として指定を受けている。
| 建築物                                           | 種類     | 所在地                    | 記                                                             |
| ------------------------------------------------ | -------- | ------------------------- | -------------------------------------------------------------- |
| ボタタウン・パヤー                               | パゴタ   | ストランド通り            |                                                                |
| シインバプテスト教会（Ciyin Baptist Church）     | 教会     | ボーミャットゥン通り 152  |                                                                |
| コンプレッサー・ステーション                     |          | マハバンドゥラ通り233-237 |                                                                |
| 省庁舎 (事務局)                                  | 政府施設 | テインビュー通り 300      | 1947年にアウンサン将軍が暗殺された建物。現在使用されていない。 |
| ボタタウン第2基礎教育高等学校                    | 学校     | ボーミャットゥン通り 152  | 前聖ピーター高等学校                                           |
| ボタタウン第4基礎教育高等学校                    | 学校     | テインビュー通り 300      | 前聖マリー修道会学校                                           |
| ボタタウン6基礎教育高等学校                      | 学校     | アノーヤター通り          | 前聖ポール英語高等学校                                         |
| 印刷出版会社（Printing & Publishing Enterprise） |          | テインビュー通り 228      |                                                                |
| ヤンゴン聖マリア大聖堂                           | 教会     | ボーアウンジョー 372      | ミャンマー最大の聖堂                                           |

## 産業
- チェーモン新聞社本社